# 박홍규 (1952년)
박홍규(朴洪圭, 1952년 9월 9일 ~ )는 대한민국 경상북도 구미시 출신의 진보적 법학자, 영남대학교 명예교수이다.
자치, 자유, 자연을 아나키즘, 즉 무정부주의의 기본 이념으로 본다. 그러나 주로 개별적 차원의 해방에 방점을 둠으로써, 과학적 사회주의,공산주의에 대해서는 한국적 현실의 이데올로기적 제약 때문인지 간과하는 측면이 없지 않다. 특히 폭력, 테러에 대한 거부감이 강하다. 물론 이도 현실에서 어쩔 수 없는 한계이겠지만, 근대의 대표적인 아나키즘이 강력한 사회 사상으로 떠오른 이유가 철저한 파괴 후에 철저한 평등과 자유의 구현을 추구한 많은 전투적인 아나키스트, 특히 단재 신채호와 박열을 아나키스트로 인정하면서도 이를 경원시하고 있는 것으로 보인다.

## 저서와 역서

### 인물과 평전
박홍규는 역사적 인물을 이해하는 방법으로 해당 인물의 평전을 쓰는 것과 동시에 그의 저서를 번역하는 두가지 방법을 선택했다. 원서명이 영어로 병기된 책은 박홍규가 번역한 책이며 년도만 있는 책은 해당 인물의 평전이거나 작품론 등이다.
- 존 베리
  - 《사상의 자유의 역사》A History of Freedom of Thought(1913)
- 촘스키《놈 촘스키》	2019
- 히틀러《아돌프 히틀러》	2019
- 소스타인 베블런
  - 《유한계급론 》The Theory of the Leisure Class
- 헤밍웨이《누가 헤밍웨이를 죽였나》	2018
- 비어트리스 웹, 시드니 웹 《복지국가의 탄생》	2018
  - 《산업민주주의》Industrial Democracy	1897
- 헤세《헤세, 반항을 노래하다》	2017
- 릴케《라이너 마리아 릴케》	2017
- 플라톤《플라톤 다시보기》	2017
- 루쉰《가거라 용감하게, 아들아!》	2016
- 조나단 스위프트《걸리버를 따라서, 스위프트를 찾아서》	2015
- 톨스토이《내 친구 톨스토이》	2015
  - 《예술은 무엇인가 》	1893
  - 《신의 나라는 네 안에 있다》	1893
- 마키아벨리《마키아벨리, 시민정치의 오래된 미래》	2014
  - 《왜 다시 마키아벨리인가》	2017
- 피카소 《피카소의 성공과 실패》 The Success and Failure of Picasso(1965) / 존 버거
- 마르틴 부버《마르틴 부버》	2012
- 아리스토텔레스《디오게네스와 아리스토텔레스》	2011
- 소크라테스《소크라테스 두 번 죽이기》	2005
- 토마스 모어
  - 《유토피아》	Utopia (1516)
- 루이스 멈퍼드《메트로폴리탄 게릴라》	2010
  - 《인간의 전환》The Transformations of Man (1956)
  - 《예술과 기술》Art and Technics (1952)
  - 《유토피아 이야기》The Story of Utopias (1922)
- 이반 일리히《이반 일리히》	2011
  - 《절제의 사회》Tools for Conviviality. 1973
  - 《학교없는 사회》Deschooling society(1971)
  - 《그림자 노동》Shadow work (1981)
  - 《행복은 자전거를 타고 온다》Energy and eguity (1974)
  - 《병원이 병을 만든다》Limits to medicine, medical nemesis : the exproritian of health(1975)
- 존 스튜어트 밀 《존 스튜어트 밀》2019
  - 《존 스튜어트 밀 자서전》
  - 《자유론》On Liberty, 1859
- 클림트 《구스타프 클림트: 정적의 조화》	2009
- 사르트르《카페의 아나키스트 사르트르》	2008
- 니체 《반민주적인 너무나 반민주적인》	2008 / 니체는 틀렸다
- 헨리 데이비드 소로《나의 헨리 데이비드 소로》	2008
- 에드워드 사이드《박홍규의 에드워드 사이드 읽기》	2003 / 에드워드 사이드 
  - 《음악은 사회적이다》1991	Musical Elaborations
  - 《오리엔탈리즘》1978	Orientalism
  - 《문화와 제국주의》1993	Culture and Imperialism
- 세르반테스 《돈키호테처럼 미쳐》	2007
  - 《태초에 행동이 있었다》	2016
- 간디
  - 《간디가 말하는 자치의 정신》Hind Swaraj or Indian Home Rule (1908년)
  - 《간디, 비폭력 저항운동》Satyagraha in South Africa
  - 《함석헌과 간디》	2015
  - 《간디의 삶과 메시지》	2015 / 루이스 피셔의 간디 평전
  - 《리더의 철학》	2012
  - 《간디 자서전》	2007
- 비코 《처음으로 돌아가라》	2005
- 셰익스피어《셰익스피어는 제국주의자다》	2005
- 토머스 페인 《인권 이펙트》 / 크리스토퍼 히친스
  - 《상식 인권》Common Sense(1776)
- 몽테뉴 《몽테뉴의 숲에서 거닐다》	2004
- 에리히 케스트너 《삶을 사랑하고 죽음을 생각하라》	2004
- 에리히 프롬 《우리는 사랑하는가》	2004
- 조지 오웰 《조지 오웰》	2003
- 카프카《카프카 권력과 싸우다》	2003
- 알베르 카뮈《카뮈를 위한 변명》	2003
- 베토벤《베토벤 평전》	2003
- 루쉰 《자유인 루쉰》	2002
- 고야《야만의 시대를 그린 화가 고야》	2002 / 	저항하는 지성, 고야
- 프란시스코 페레 《꽃으로도 아이를 때리지 마라》	2002
- 오노레 도미에 《오노레 도미에》	2000
- 빈센트 반 고흐
  - 《독학자, 반 고흐가 사랑한 책》2014
  - 《절망속에서도 희망을》2013
  - 《빈센트가 사랑한 밀레》	2005
  - 《내친구 빈센트》	1999
  - 《세상에서 가장 아름다운 편지》	빈센트 반 고흐
- 윌리엄 모리스《윌리엄 모리스 평전》	1998
  - 《모리스 예술론》
  - 《에코토피아 뉴스》News from Nowhere (1890)
- 미셸 푸코
  - 《감시와 처벌》(Surveiller et punir, 1975)

### 저서
- 《혼돈의 시대, 리더의 길》	2020
- 《내내 읽다가 늙었습니다 》	2019
- 《	불편한 인권》	2018
- 《	어린이를 위한 세계 법률 여행》	2018
- 《몬테베리타, 지와 사랑의 고독한 방랑자들》	2018
- 《	제우스는 죽었다》	2017
- 《인문학의 거짓말 》	2017
- 《사랑수업》	2015
- 《자유란 무엇인가》	2014
- 《	국민참여재판 이대로 좋은가?》	2014
- 《	독서독인 讀書讀人 》	2014
- 《	세상을 바꾼 자본 》	2013
- 《	까보고 뒤집어보는 종교》	2013
- 《서른 이후 문득 인생이 무겁게 느껴질 때》	2011
- 《세상을 바꾼 자본》	2011
- 《무엇이 정의인가》(공저)	2011
- 《거꾸로 생각해 봐 세상도 나도 바뀔 수 있어. 2》(공저)	2010
- 《대한민국 신 권리장전》	2010
- 《예술, 법을 만나다》	2010
- 《인간시대 르네상스》	2009
- 《인디언 아나키 민주주의》	2009
- 《그리스 귀신 죽이기》	2009
- 《9인 구색 청소년에게 말걸기》(공저)	2008
- 《누가 아렌트와 토크빌을 읽었다 하는가》	2008
- 《작은 나라에서 잘 사는길》	2008
- 《반민주적인 너무나 반민주적인》    2008
- 《대한민국을 눈물로 씁니다》	2007
- 《예술 정치를 만나다》	2007
- 《교양의 즐거움》	2005
- 《젊은날의 깨달음》(공저)	2005
- 《의적 정의를 훔치다》	2005
- 《아나키즘 이야기》	2004
- 《총칼을 거두고 평화를 그려라》(반전과 평화의 미술)	2003
- 《노동단체법》	2002
- 《비바 오페라》	2002
- 《그들이 헌법을 죽였다》	2001
- 《근로기준법론》	2001
- 《시민이 재판을》	2000
- 《생활법률》	2000
- 《법과 예술》	2000
- 《지방자치 어떻게》	2000
- 《사회정책 사회보장법》	1998
- 《시대와 미술》	1997
- 《법은 무죄인가》	1997
- 《사법의 민주화》	1994
- 《비교법:법을통한 세계여행》	1993
- 《법사회학 서설》	1993
- 《노동법》	1992
- 《한국과 ILO》	1991
- 《UN》	1991

### 역서
- 《위안부가 아니라 성노예이다》日本が知らない戦争責任ー日本軍「慰安婦」問題の真の解決へ向けて(2008)	도츠카 에츠로
- 《사회생태주의란 무엇인가》Remaking Society: Pathways to a Green Future(1990)	머레이 북친
- 《영국 노동운동의 역사》Modern Britain, 1885-1955(1960)	헨리 펠링
- 《법과 사회》	와타나베 요조渡辺洋三 외
- 《자본주의 법과 사회주의법》	W.E.버틀러 지음
- 《인권론》	카렐 바삭 지음
- 《세계의 최저노동기준》Les Normes Internationales Du Travail: Un Patrimoine Pour L'Avenir: Melanges En L'Honneur de Nicolas Valticos	니콜라스 발티코스 지음
- 《오리엔탈리즘 예술과 역사》Orientalism: history, theory and the arts(1995)	존 맥켄지